# 维多利亚·罗什奇娜
维多利亚·沃洛迪米里芙娜·罗什奇娜（羅馬化：Viktoriia Volodymyrivna Roshchyna，1996年10月6日—2024年9月19日），乌克兰记者，报道俄羅斯入侵烏克蘭及马里乌波尔围城战。2022年，罗什奇娜获得国际妇女媒体基金会颁发的新闻勇气奖。2023年8月，罗什奇娜失踪。2024年10月，俄罗斯当局确认罗什奇娜身亡，乌克兰当局宣布会以谋杀及战争罪方向调查事件。

## 生平
维多利亚·罗什奇娜于1996年10月6日在乌克兰扎波罗热出生，家中有一个姐妹。

### 记者生涯
早在青少年时期，罗什奇娜就踏入新闻界，报道法庭判决及罪案。2022年俄羅斯入侵烏克蘭并占领乌克兰东部地区后，罗什奇娜开始报道俄占地区民众的生活状况，以及马里乌波尔围城战的进展。她以自由记者身份供职于《乌克兰真理报》、自由欧洲电台和乌克兰公共广播电台。
2022年3月，罗什奇娜在乌克兰西南部村庄瓦西里夫卡被俄军扣留。在一处地下室藏了一个晚上后，她成功逃脱。2022年3月初，她的车子被俄军坦克开火击中。她和司机成功逃脱，但电脑及相机被偷走。3月11日，罗什奇娜被俄羅斯聯邦安全局在別爾江斯克扣留10天。为了获释，她录制了一段声称俄军救了自己的视频。事后她为乌克兰公共广播电台写了一篇文章，详述自己被俄方俘虏的经过。同年晚些时候，她获得国际妇女媒体基金会颁发的新闻勇气奖。她婉拒了出席颁奖典礼的邀约，以便专注于乌克兰的报道。

### 失踪与身亡
2023年7月，罗什奇娜前往烏克蘭臨時被占領土，报道扎波罗热核电站危机和卡霍夫卡水壩潰決事件。为了进入当地，罗什奇娜计划穿越波兰及俄罗斯。2023年8月3日，她告诉家人，自己已通过边境检查站，这是她最后一次与家人联系。8月12日，家人报告了她失踪的情况，9月21日正式提交报告。2023年10月4日，《每日野獸》和《乌克兰真理报》公开了罗什奇娜失踪的事件。其中《每日野兽》的文章由罗什奇娜好友安娜·涅姆佐娃（Anna Nemtsova）发表，她希望文章能引起公众关注，也希望罗什奇娜能少受折磨，如果还活着的话。
2024年4月22日，罗什奇娜父亲沃洛季米尔·米哈伊洛维奇（Володимир Михайлович）收到一封日期为2024年4月17日的信件，由俄罗斯当局发出，信中确认罗什奇娜被他们关押。国际妇女媒体基金会认为拘禁做法“不公正”，欧洲联盟批评有关行为“非法”“肆意”。人权活动家斯韦特兰娜·甘努什金娜表示已向俄罗斯人权事务专员塔季扬娜·莫斯卡科娃致函，要求更新罗什奇娜的动态。《乌克兰真理报》编辑塞芙吉爾·穆薩耶娃与乌克兰全国记者联盟要求俄方立即释放罗什奇娜。
2024年10月10日，战俘待遇协调总部确认罗什奇娜身亡。俄方向罗什奇娜家人发函，表示罗什奇娜已于2024年9月19日死亡。死因尚不明确。俄罗斯媒体Mediazona表示罗什奇娜身亡时正被转移至莫斯科。另据乌克兰国防部情报总局，罗什奇娜曾被关押在俄罗斯塔甘羅格，名列换俘名单。乌克兰非政府组织媒体人权倡议（Media Initiative for Human Rights）称罗什奇娜先是被关押在別爾江斯克的77号流放地，之后被转移到塔甘罗格的2号审前拘留中心。
无国界记者、国际妇女媒体基金会、欧洲联盟和保護記者委員會呼吁调查罗什奇娜的死因及拘留情况。10月11日，烏克蘭總檢察長宣布会以谋杀及战争罪方向调查事件。乌克兰总统弗拉基米尔·泽连斯基称罗什奇娜的死是对乌克兰记者的“沉重打击”。
2025年2月，羅什奇娜的遺體被送回烏克蘭。她的遺體與另外757具遺體一起被交換運抵，當時遺體被標記為「身份不明的男性」，但法醫檢查後表明是一具女性遺體，DNA鑑定也證實了羅什奇娜的身份。屍體上有在俄羅斯進行屍檢的痕跡，還有擦傷、瘀傷、肋骨斷裂等符合酷刑的痕跡，以及可能由電擊造成的燒傷。大腦、雙眼和部分氣管都缺失，法醫將此解讀為試圖掩蓋死因（可能是勒死或窒息）。頸部瘀傷表示可能有舌骨骨折，通常是人為勒頸造成的。屍體上的標籤還寫著俄文縮寫，代表心臟動脈系統性損傷，其可能為俄羅斯病理學家確定的官方死因。由於長期保存，屍體也有部分木乃伊化，進一步掩蓋了死因。

## 延伸阅读
- Roshchyna, Victoria. . Hromadske. 2022-03-26  [2024-10-13]. （原始内容存档于2024-10-30） （乌克兰语）.